# Eléonore Denuelle de La Plaigne
Eléonore Denuelle (Paris, 3 de setembro de 1787 — Paris, 30 de janeiro de 1868) foi amante do Imperador Napoleão I de França, e mãe de seu filho Carlos, Conde Léon. O seu filho foi a prova que Napoleão era capaz de produzir um herdeiro e que sua esposa Josefina de Beauharnais era infértil; como resultado, ele divorciou-se de Josefina e casou-se com Maria Luísa da Áustria.

## Vida
Nasceu como Louise Catherine Eléonore Denuelle de la Plaigne no seio de uma família da classe média. Casou aos 18 anos com um antigo capitão do exército, Jean-François Revel-Honoré. O seu marido foi detido por fraude três meses após o casamento e sentenciado a dois anos de prisão. A 29 de abril de 1806, foi-lhes concedido o divórcio.
Pouco depois ela tornou-se amante do Imperador Napoleão, através de Carolina Bonaparte. Em menos de um ano nasceu o filho ilegítimo do imperador, o Conde Léon. Foi o primeiro filho ilegítimo de Napoleão, e a prova de que ele era capaz de produzir um herdeiro, assumindo-se então que a sua esposa Josefina de Bauharnais era infértil.
Em 1808 o imperador Napoleão arranjou-lhe um casamento com Pierre-Philippe Augier de Sauzay, um jovem tenente, para terminar o caso amoroso real. O imperador pagou-lhe um dote, e os recém-casados partiram para a Espanha. Augier foi dado como desaparecido em combate a 28 de novembro de 1812, durante a campanha da Rússia de Napoleão. Viúva, Eléonore casa com o Conde Charles-Emile-Auguste-Louis de Luxbourg (1814). Manteve-se com o seu marido até a morte deste, 35 anos depois.